# قائمة المناطق الحضرية في ولاية كنتاكي
تشمل المناطق الحضرية في ولاية كنتاكي المناطق الإحصائية الحضرية التي يحددها مكتب الولايات المتحدة للإدارة والميزانية ومناطق سكان الحضر التي تحددها منظمات أخرى.

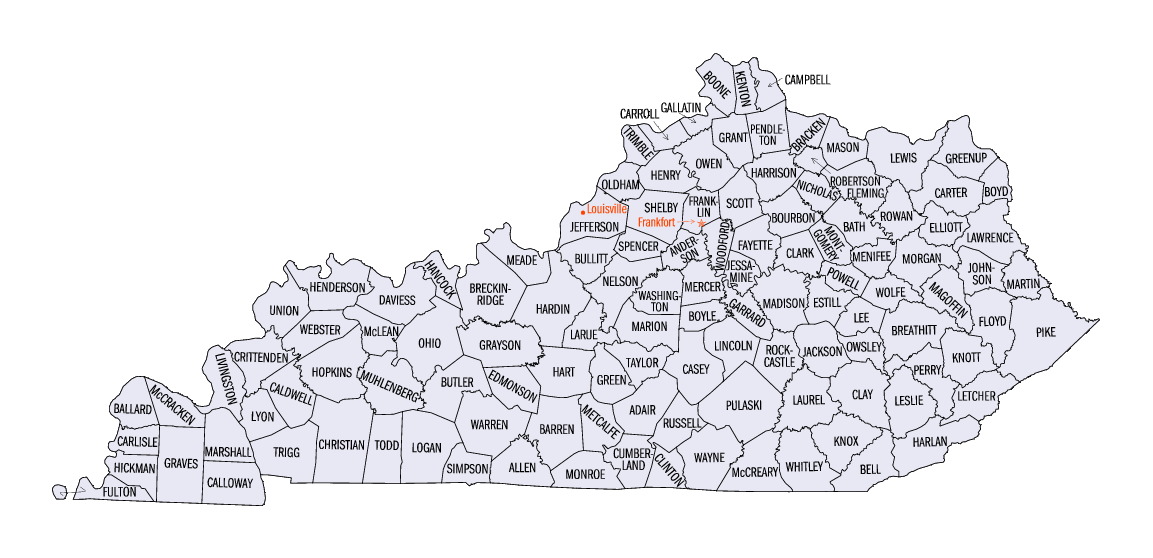
خريطة ل 120 مقاطعة لدولة كنتاكي

## المناطق الإحصائية الحضرية

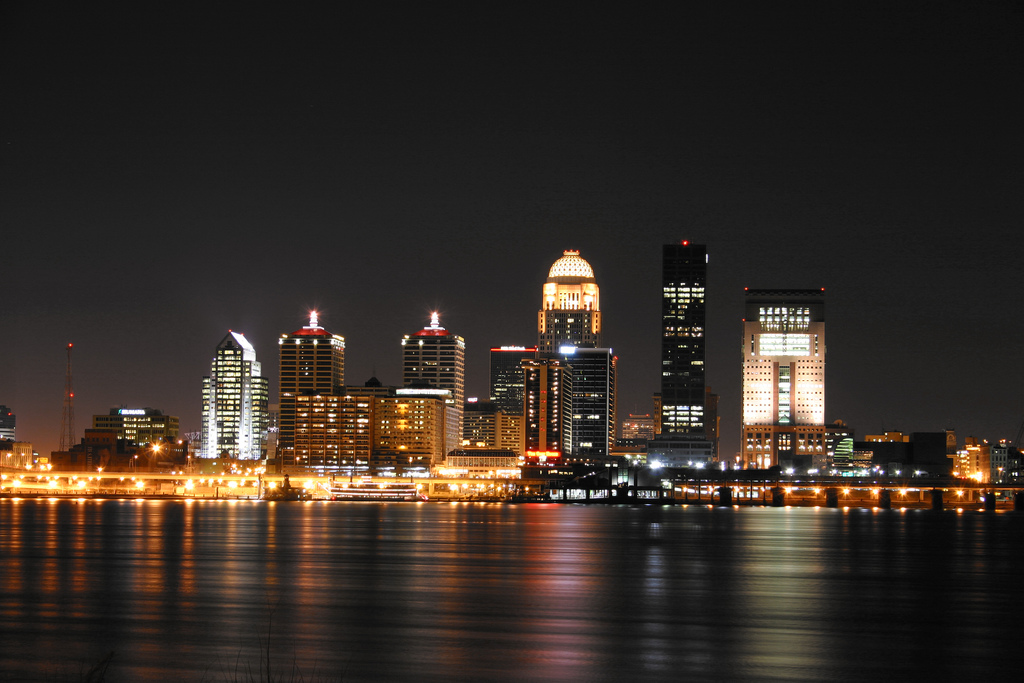
لويزفيل ، أكبر مدينة ومنطقة حضرية

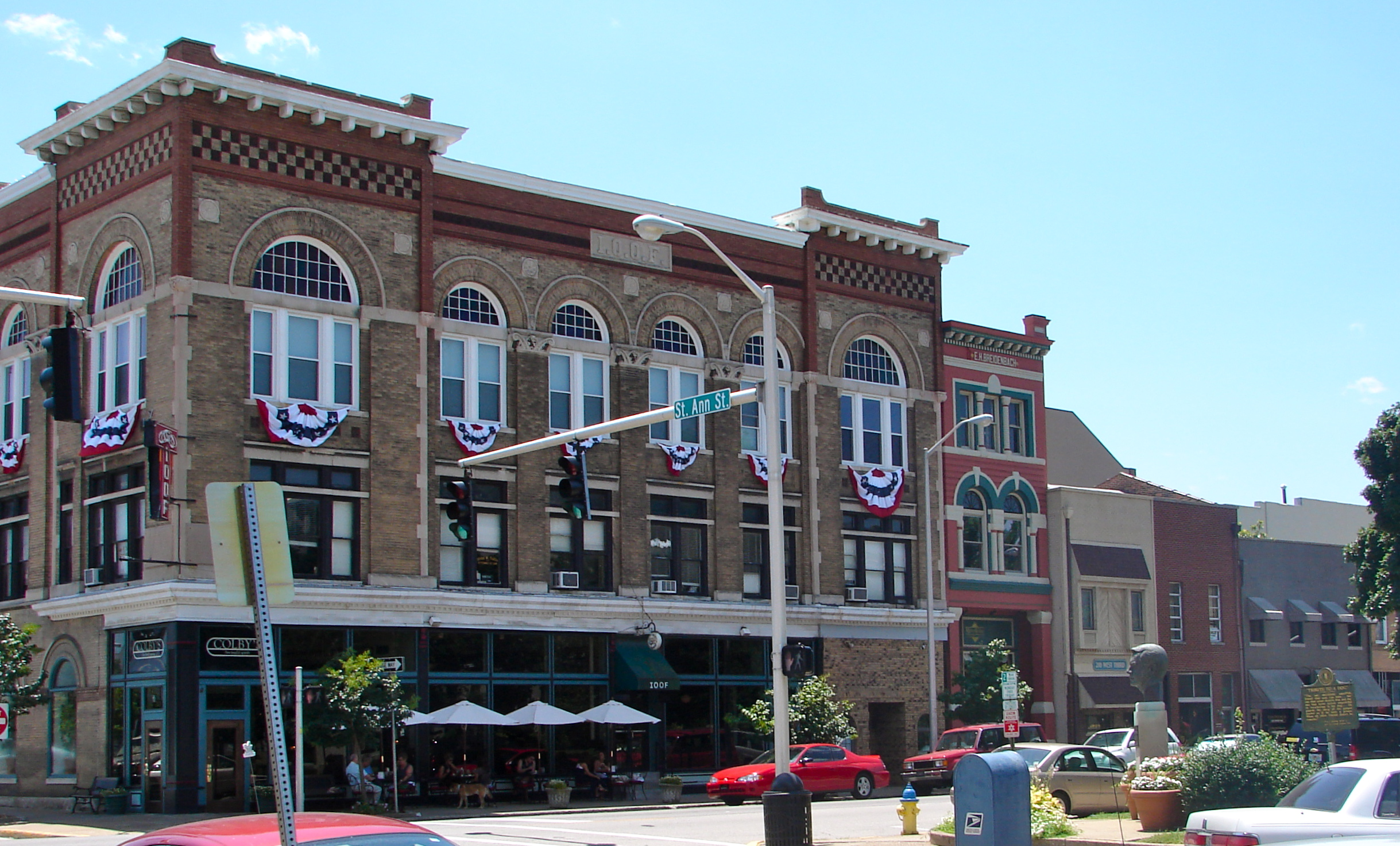
أوينسبورو

تسرد الجداول التالية الأرقام السكانية للمناطق الإحصائية الحضرية في ولاية كنتاكي، من حيث عدد السكان.
يصف الجدول التالي هذه المناطق بالمعلومات التالية:
- اسم المحافظة
- عدد سكان المقاطعة اعتبارًا من 1 يوليو 2009، وفقًا لتقدير مكتب تعداد الولايات المتحدة
- سكان المقاطعة اعتبارا من 1 أبريل 2000، حسب تعداد الولايات المتحدة 2000.[1][2]
- يتغير تعداد السكان في المائة من 1 أبريل 2000 إلى 1 يوليو 2009، وفقًا لتقدير مكتب تعداد الولايات المتحدة.[1]

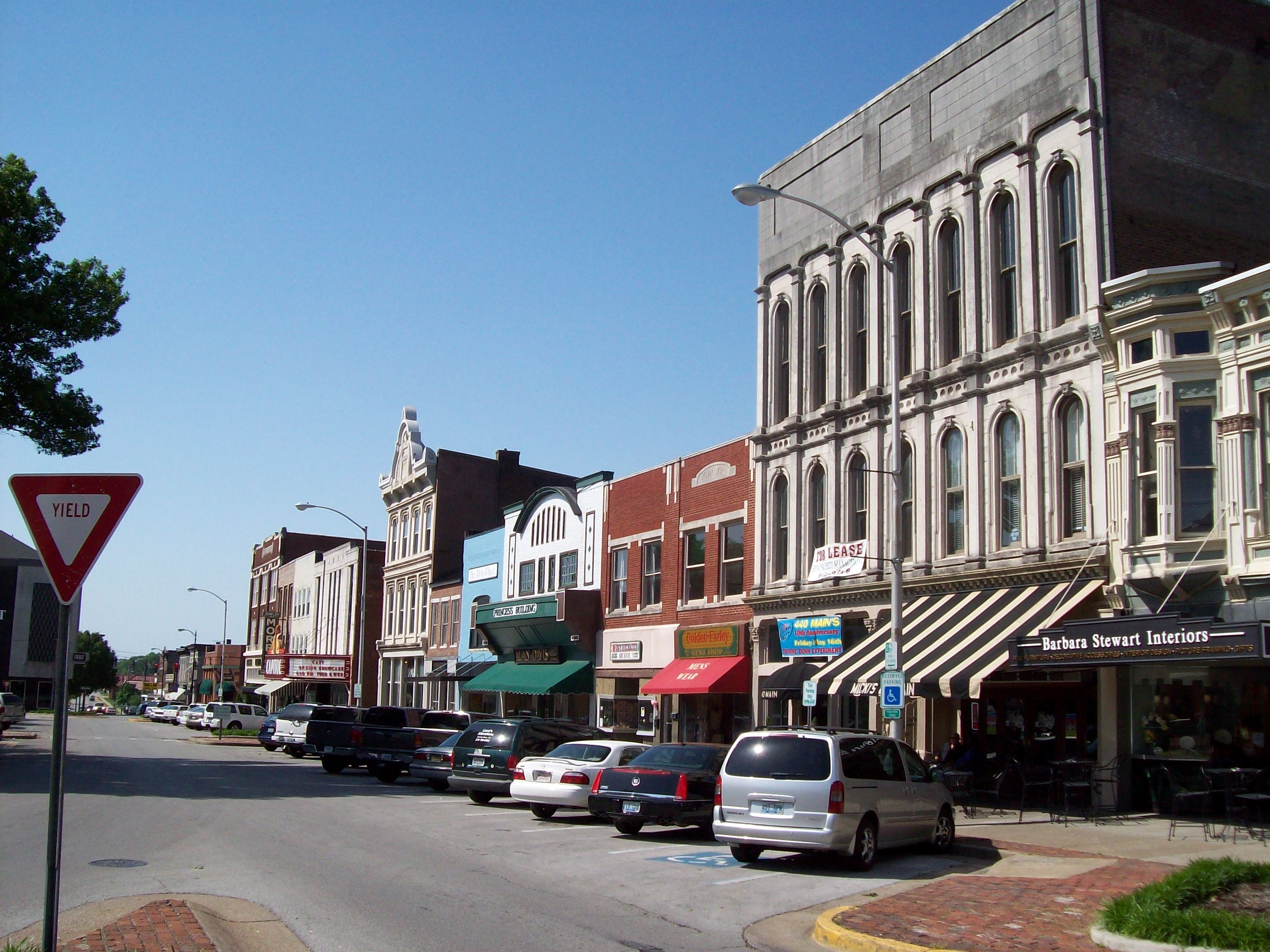
بولينغ غرين ، ثالث أكبر مدينة.

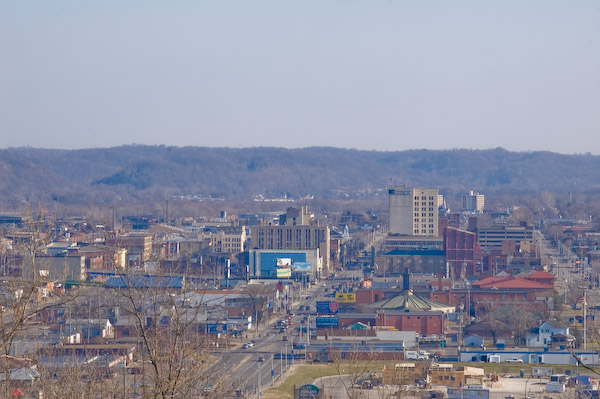
آشلاند

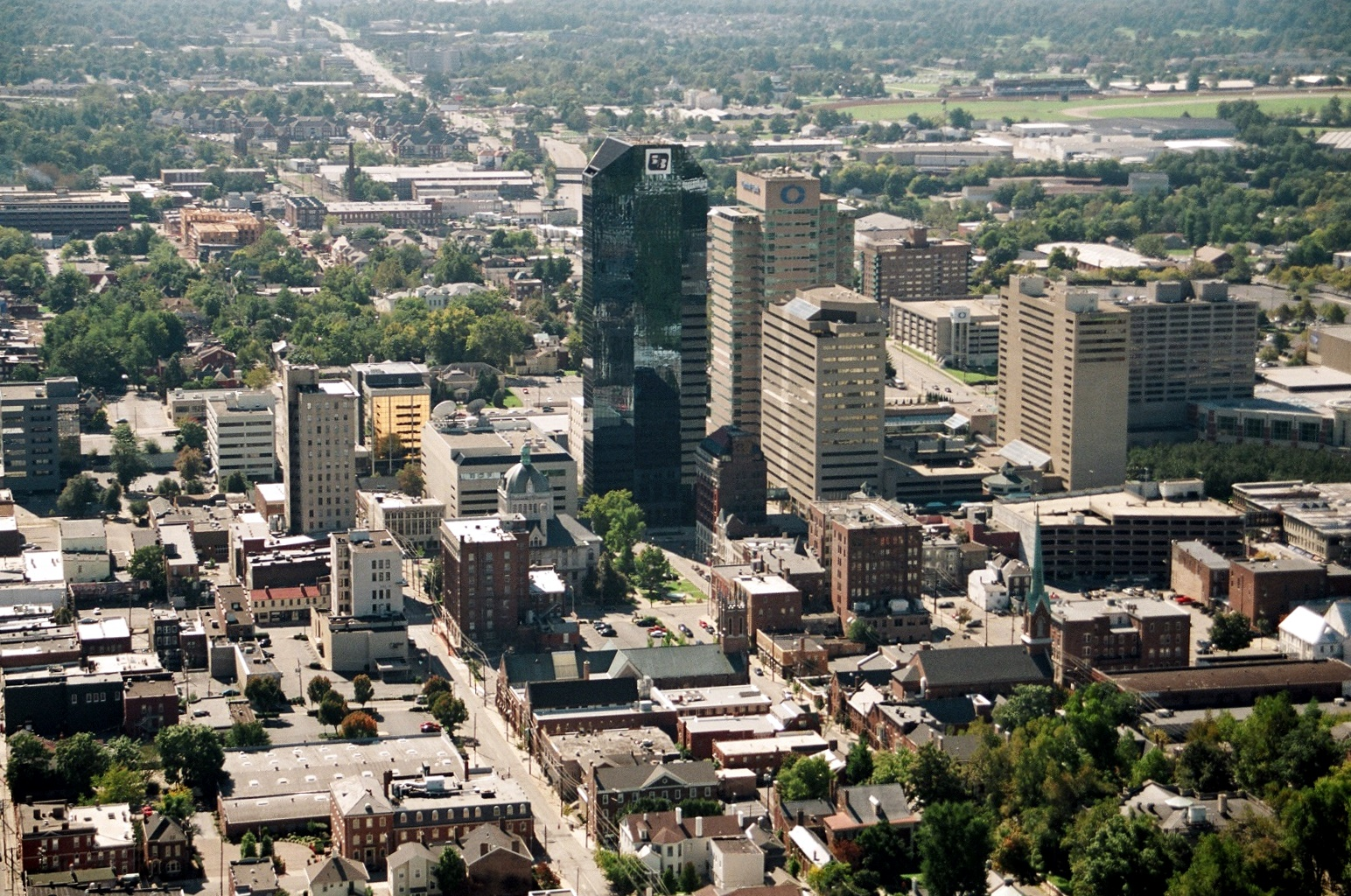
ليكسينغتون ، ثاني أكبر مدينة

| المدينة                  | التعداد السكاني لعام 2009 | التعداد السكاني لعام 2000 | التغيرات |
| ------------------------ | ------------------------- | ------------------------- | -------- |
| مقاطعة إدمونسون (كنتاكي) | 11٬926                    | 11٬644                    | +2٫42%   |
| مقاطعة وارين (كنتاكي)    | 108٬669                   | 92٬552                    | +17٫41%  |
| الإجمالي                 | 120٬595                   | 104٬166                   | +15٫77%  |

| المدينة                   | التعداد السكاني لعام 2009 | التعداد السكاني لعام 2000 | التغيرات |
| ------------------------- | ------------------------- | ------------------------- | -------- |
| مقاطعة هاملتون (أوهايو)   | 855٬062                   | 845٬303                   | +1٫15%   |
| مقاطعة بتلر (أوهايو)      | 363٬184                   | 332٬807                   | +9٫13%   |
| مقاطعة وارن (أوهايو)      | 210٬712                   | 158٬383                   | +33٫04%  |
| مقاطعة كليرمونت (أوهايو)  | 196٬364                   | 177٬977                   | +10٫33%  |
| مقاطعة كينتون (كنتاكي)    | 158٬729                   | 151٬464                   | +4٫80%   |
| مقاطعة بوون (كنتاكي)      | 118٬576                   | 85٬991                    | +37٫89%  |
| مقاطعة كامببيل (كنتاكي)   | 88٬423                    | 88٬616                    | −0٫22%   |
| مقاطعة ديربورن (إنديانا)  | 50٬502                    | 46٬109                    | +9٫53%   |
| مقاطعة براون (أوهايو)     | 44٬003                    | 42٬285                    | +4٫06%   |
| مقاطعة غرانت (كنتاكي)     | 25٬542                    | 22٬384                    | +14٫11%  |
| مقاطعة فرانكلين (إنديانا) | 23٬148                    | 22٬151                    | +4٫50%   |
| مقاطعة بيندلتون (كنتاكي)  | 14٬887                    | 14٬390                    | +3٫45%   |
| مقاطعة براكين (كنتاكي)    | 8٬653                     | 8٬279                     | +4٫52%   |
| مقاطعة غالاتين (كنتاكي)   | 8٬202                     | 7٬870                     | +4٫22%   |
| مقاطعة أوهايو (إنديانا)   | 5٬909                     | 5٬623                     | +5٫09%   |
| إجمالي كنتاكي             | 423٬012                   | 378٬994                   | +11٫61%  |
| الإجمالي                  | 2٬171٬896                 | 2٬009٬632                 | +8٫07%   |

| المدينة                   | التعداد السكاني لعام 2009 | التعداد السكاني لعام 2000 | التغيرات |
| ------------------------- | ------------------------- | ------------------------- | -------- |
| مقاطعة مونتغومري (تينيسي) | 160٬978                   | 134٬768                   | +19٫45%  |
| مقاطعة كرستشيان (كنتاكي)  | 80٬938                    | 72٬265                    | +12٫00%  |
| مقاطعة تريغ (كنتاكي)      | 13٬290                    | 12٬597                    | +5٫50%   |
| مقاطعة ستيوارت (تينيسي)   | 13٬340                    | 12٬370                    | +7٫84%   |
| إجمالي كنتاكي             | 94٬228                    | 84٬862                    | +11٫04%  |
| الإجمالي                  | 268٬546                   | 232٬000                   | +15٫75%  |

| المدينة                | التعداد السكاني لعام 2009 | التعداد السكاني لعام 2000 | التغيرات |
| ---------------------- | ------------------------- | ------------------------- | -------- |
| مقاطعة هاردين (كنتاكي) | 99٬770                    | 94٬174                    | +5٫94%   |
| مقاطعة لارو (كنتاكي)   | 13٬663                    | 13٬373                    | +2٫17%   |
| الإجمالي               | 113٬443                   | 107٬547                   | +5٫48%   |

| المدينة                   | التعداد السكاني لعام 2009 | التعداد السكاني لعام 2000 | التغيرات |
| ------------------------- | ------------------------- | ------------------------- | -------- |
| مقاطعة فندربور (إنديانا)  | 175٬434                   | 171٬922                   | +2٫04%   |
| مقاطعة واريك (إنديانا)    | 58٬521                    | 52٬383                    | +11٫72%  |
| مقاطعة هينديرسون (كنتاكي) | 45٬496                    | 44٬829                    | +1٫49%   |
| مقاطعة جيبسون (إنديانا)   | 32٬750                    | 32٬500                    | +0٫77%   |
| مقاطعة بوسي (إنديانا)     | 26٬004                    | 27٬061                    | −3٫91%   |
| مقاطعة ويبستر (كنتاكي)    | 13٬706                    | 14٬120                    | −2٫93%   |
| إجمالي كنتاكي             | 59٬202                    | 58٬949                    | +0٫43%   |
| الإجمالي                  | 351٬911                   | 342٬815                   | +2٫65%   |

| المدينة                        | التعداد السكاني لعام 2009 | التعداد السكاني لعام 2000 | التغيرات |
| ------------------------------ | ------------------------- | ------------------------- | -------- |
| مقاطعة كابيل (فرجينيا الغربية) | 95٬214                    | 96٬784                    | −1٫62%   |
| مقاطعة لورنس (أوهايو)          | 62٬774                    | 62٬319                    | +0٫73%   |
| مقاطعة بويد (كنتاكي)           | 48٬527                    | 49٬752                    | −2٫46%   |
| مقاطعة واين (فرجينيا الغربية)  | 41٬119                    | 42٬903                    | −4٫16%   |
| مقاطعة غرينوب (كنتاكي)         | 38٬020                    | 36٬891                    | +3٫06%   |
| إجمالي كنتاكي                  | 86٬549                    | 86٬643                    | −0٫11%   |
| الإجمالي                       | 285٬624                   | 288٬649                   | −1٫05%   |

| المدينة                 | التعداد السكاني لعام 2009 | التعداد السكاني لعام 2000 | التغيرات |
| ----------------------- | ------------------------- | ------------------------- | -------- |
| مقاطعة فاييت (كنتاكي)   | 296٬545                   | 260٬512                   | +13٫83%  |
| مقاطعة جيسامين (كنتاكي) | 47٬589                    | 39٬041                    | +21٫89%  |
| مقاطعة سكوت (كنتاكي)    | 45٬841                    | 33٬061                    | +38٫66%  |
| مقاطعة كلارك (كنتاكي)   | 36٬159                    | 33٬061                    | +9٫37%   |
| مقاطعة ودفورد (كنتاكي)  | 24٬986                    | 23٬208                    | +7٫66%   |
| مقاطعة بوربون (كنتاكي)  | 19٬729                    | 19٬360                    | +1٫91%   |
| الإجمالي                | 470٬849                   | 408٬326                   | +15٫31%  |

| المدينة                  | التعداد السكاني لعام 2009 | التعداد السكاني لعام 2000 | التغيرات |
| ------------------------ | ------------------------- | ------------------------- | -------- |
| مقاطعة جيفيرسون (كنتاكي) | 721٬594                   | 693٬604                   | +4٫04%   |
| مقاطعة كلارك (إنديانا)   | 108٬634                   | 96٬472                    | +12٫61%  |
| مقاطعة بوليت (كنتاكي)    | 75٬653                    | 61٬236                    | +23٫54%  |
| مقاطعة فلويد (إنديانا)   | 74٬426                    | 70٬823                    | +5٫09%   |
| مقاطعة أولدهام (كنتاكي)  | 58٬095                    | 46٬178                    | +25٫81%  |
| مقاطعة نيلسون (كنتاكي)   | 43٬550                    | 37٬477                    | +16٫20%  |
| مقاطعة شيلبي (كنتاكي)    | 42٬078                    | 33٬337                    | +26٫22%  |
| مقاطعة هاريسون (إنديانا) | 37٬562                    | 34٬325                    | +9٫43%   |
| مقاطعة واشنطن (إنديانا)  | 27٬729                    | 27٬223                    | +1٫86%   |
| مقاطعة ميد (كنتاكي)      | 26٬501                    | 26٬349                    | +0٫58%   |
| مقاطعة سبنسر (كنتاكي)    | 17٬737                    | 11٬766                    | +50٫75%  |
| مقاطعة هنري (كنتاكي)     | 16٬060                    | 15٬060                    | +6٫64%   |
| مقاطعة تريمبل (كنتاكي)   | 8٬958                     | 8٬125                     | +10٫25%  |
| الإجمالي - كنتاكي        | 1٬010٬226                 | 933٬132                   | +8٫26%   |
| الإجمالي                 | 1٬258٬577                 | 1٬161٬975                 | +8٫31%   |

| المدينة                | التعداد السكاني لعام 2009 | التعداد السكاني لعام 2000 | التغيرات |
| ---------------------- | ------------------------- | ------------------------- | -------- |
| مقاطعة دافييس (كنتاكي) | 95٬394                    | 91٬545                    | +4٫20%   |
| مقاطعة مكلين (كنتاكي)  | 9٬607                     | 9٬938                     | −3٫33%   |
| مقاطعة هانكوك (كنتاكي) | 8٬635                     | 8٬392                     | +2٫90%   |
| الإجمالي               | 113٬636                   | 109٬875                   | +3٫42%   |